# Stephen Schwartz (pathologiste)
Pour les articles homonymes, voir Stephen Schwartz et Schwartz.
Stephen Schwartz (né le 1er janvier 1942 et mort le 17 mars 2020) est un pathologiste américain à l'Université de Washington. Il fait des recherches sur la biologie vasculaire, étudiant la structure des vaisseaux sanguins et des cellules musculaires lisses.

## Biographie
Schwartz reçoit un baccalauréat universitaire ès lettres en biologie de l'Université Harvard en 1963 et un doctorat en médecine de l'Université de Boston en 1967.  Il obtient son doctorat en pathologie de l'institution en 1973. Il est chef adjoint du service pathologie au sein de l'United States Navy Medical Center de 1973 à 1974.  
À l'Université de Washington, il est professeur adjoint de pathologie de 1974 à 1979, professeur agrégé de 1979 à 1984, puis professeur ordinaire de 1984 jusqu'à sa mort. Il est professeur auxiliaire dans les départements de médecine et de bio-ingénierie. Il aide à fonder l'Organisation nord-américaine de biologie vasculaire et à créer le prix Earl P. Benditt, qu'il a reçu en 2001. 
Schwartz meurt de COVID-19 le 17 mars 2020, à l'âge de 78 ans. 